# سد کاراپاتلو
سد کاراپاتلو (به پرتغالی: Barragem do Carrapatelo) یک مخزن سد و نیروگاه برقابی در پرتغال است که در منطقه پورتو واقع شده‌است.